# René Cantagrel

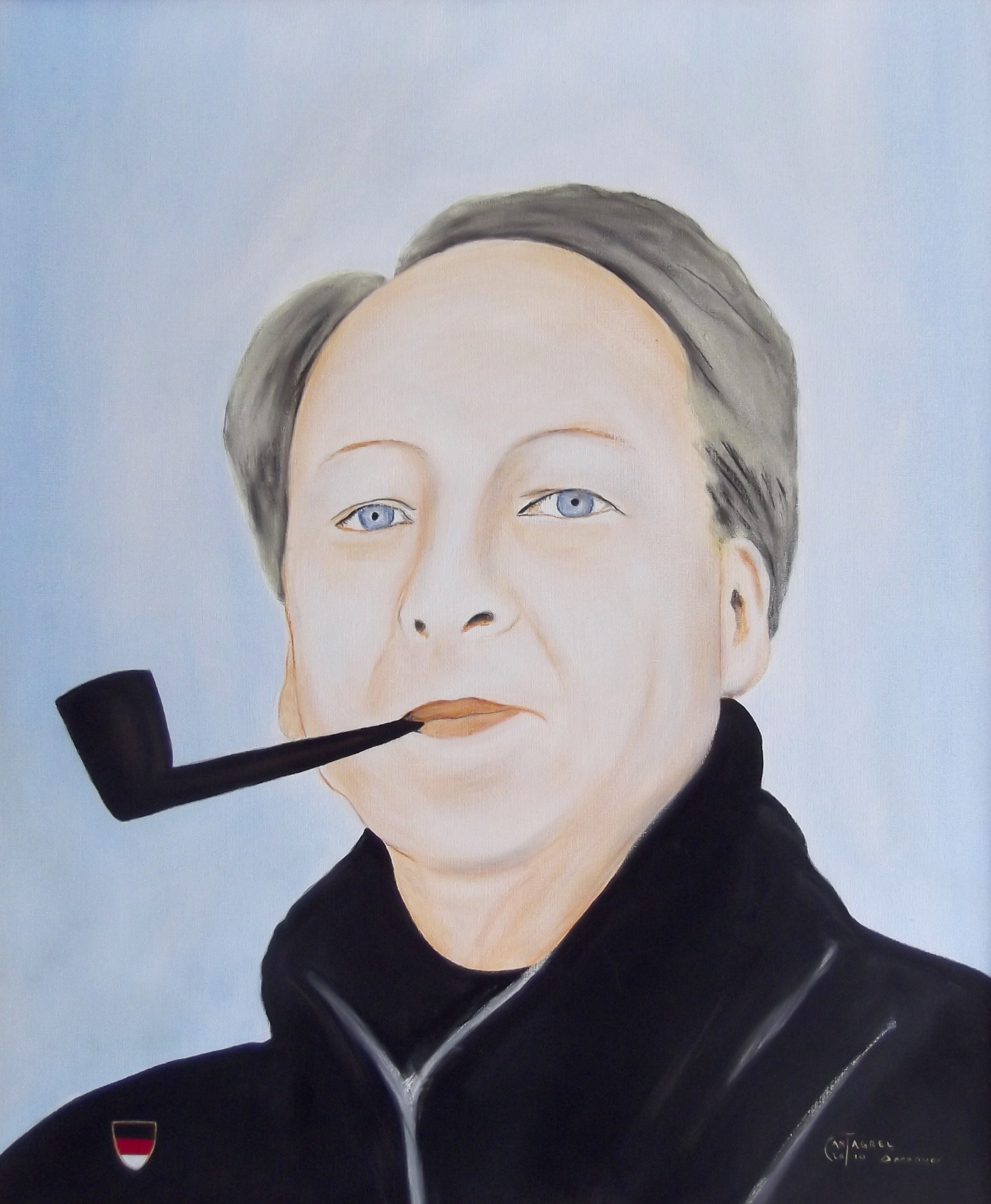
Selbstporträt des Künstlers René Cantagrel

René Cantagrel (* 28. Oktober 1946 in München) ist ein deutsch-französischer Poet, Romancier und Kunstmaler.

## Herkunft und Leben
Er wurde als viertes Kind des deutsch-französischen Ehepaares Anna Bernauer und Marcel Cantagrel am 28. Oktober 1946 in Deutschland geboren.
Sein Ururgroßvater Johann Gustapfel war der Former und Schmelzer der Bavaria-Statue in München und sein Urgroßonkel der Münchner Bildhauer Franz Bernauer.
Er lebte bis 1954 in München. Deutsch ist seine Muttersprache. Ab Oktober 1954 übersiedelten seine Eltern nach Narbonne, der Geburtsstadt seines Vaters. 1962 begann er, Gedichte in französischer Sprache zu schreiben.
Nach dem Abitur studierte er Germanistik in Bordeaux. Von 1970 bis 2000 war er als Gymnasiallehrer tätig, zuerst in Périgueux (1970–1972), wo er sich mit einem Kollegen, dem zukünftigen Minister Xavier Darcos befreundete, dann in Bordeaux. 1984 veröffentlichte der Pariser Verleger Serge Livrozet seinen ersten Roman: Le Père Noël rouge. 1992 heiratete er in Charenton-le-Pont die gebürtige Pariserin Patricia. Aus der Ehe ging ein Sohn hervor. Seit 2003 lebt Cantagrel im Raum Berlin.

## Arbeit

### Schriften

#### Französische Werke
- Le Père Noël rouge, Roman (Les lettres libres, 1984)
- Rondels, Gedichte (Les Éditions Mars, 1998)
- Le Poète prestigieux, Erzählung (Les Éditions Mars, 1999)
- La Livrée rouge, Erzählungen (Les Éditions Mars, 2005)
- Évasions, Gedichte (Les Éditions Mars, 2005)
- La Dixième Planète, Gedichte (Les Éditions Mars, 2006)
- Johannis Trencavel, Roman (Les Éditions Mars, 2008)
- Autoportrait, 378 Sonette (Les Éditions Mars, 2009)
- Éclats d'un crépuscule, Gedichte (Les Éditions Mars, 2014)
- Le Yéti et la Sirène, Roman (Les Éditions Mars, 2016)[1]

#### Deutsche Werke
- Das Mädchen, Erzählungen (Les Éditions Mars – nur E-Book, 2016)
- Der Vater, Erzählung (Les Éditions Mars – nur E-Book, 2016)
- Die Weihnachtsfrau, Erzählungen (Les Éditions Mars – nur E-Book, 2016)
- Unmögliche Begegnungen, Roman (Les Éditions Mars, 2017)
- Der rote Weihnachtsmann, Erzählungen (Les Éditions Mars – nur E-Book, 2017)

### Malerei
Mit 14 hat René Cantagrel zu malen angefangen. Studiert hat er an der Akademie der Schönen Künste in Bordeaux (École des beaux-arts de Bordeaux) und im Atelier der Münchner Malerin Lydia Künzler-Hochgesang. Verschiedene Perioden charakterisieren Cantagrels Schaffen. Eine klassische, expressionistische, blaue und moderne Periode.
Seit 1989 präsentiert er seine Ölbilder unter anderem in Bordeaux, Paris, Berlin. Einige seiner Bilder befinden sich unter anderem in den Sammlungen von Hanna Schygulla, Roger Hanin, Annie Cordy, Xavier Darcos oder Franz Herzog von Bayern.